# Noales
Noales (Noals en catalán ribagorzano) es una localidad española perteneciente al municipio de Montanuy, en la Ribagorza, provincia de Huesca, Aragón. Se encuentra en el valle del Baliera.

## Historia
Noales tuvo ayuntamiento propio hasta 1834, cuando se unió al de Montanuy.

## Monumentos

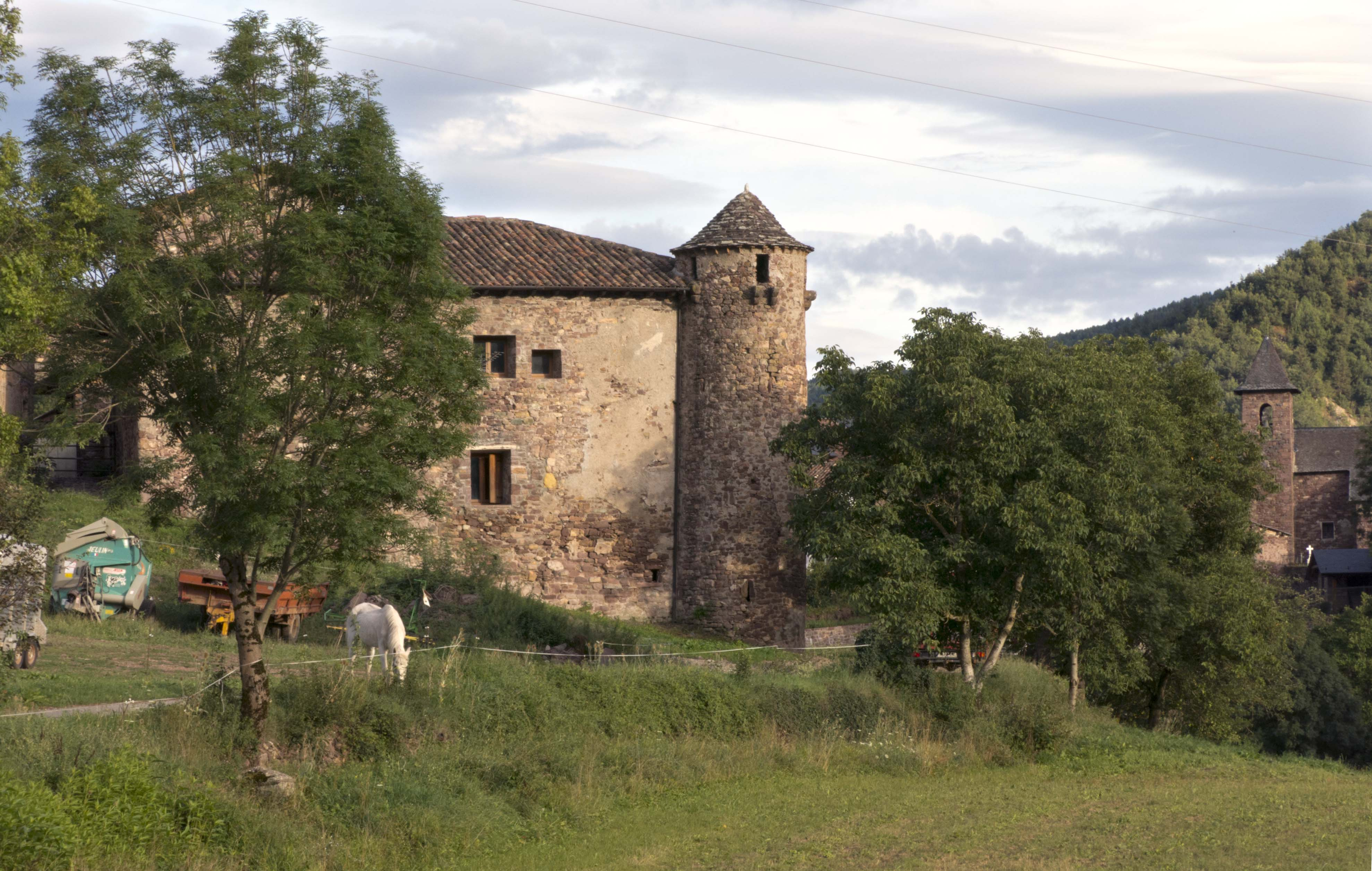
Casa Llivernal

- Casa Llivernal, con capilla del siglo XVIII y torreón circular.[2][3]
- Iglesia parroquial de la Asunción, muy reformada en 1946.[2][3]
- Ermita de San Clemente.[2]

## Festividades
- 15 de agosto, en honor a la Asunción (fiesta menor).[2]
- Tercer fin de semana de octubre, en honor a San Clemente (fiesta mayor).[2]